# Nesticus citrinus
Nesticus citrinus is een spinnensoort in de taxonomische indeling van de holenspinnen (Nesticidae).
Het dier behoort tot het geslacht Nesticus. De wetenschappelijke naam van de soort werd voor het eerst geldig gepubliceerd in 1874 door Władysław Taczanowski.